# Alojz Sok
Alojz Sok, slovenski veterinar, politik in poslanec, * 27. marec 1959, Ptuj.

## Življenjepis
Alojz Sok, podpredsednik stranke Nove Slovenije, je bil leta 2000 izvoljen v Državni zbor Republike Slovenije; v tem mandatu je bil član naslednjih delovnih teles:
- Odbor za kmetijstvo, gozdarstvo in prehrano (2004 do 2006 predsednik) in
- Mandatno-volilna komisija.

Od 2006 je župan občine Ormož.